# チェスキー・スペルポハール

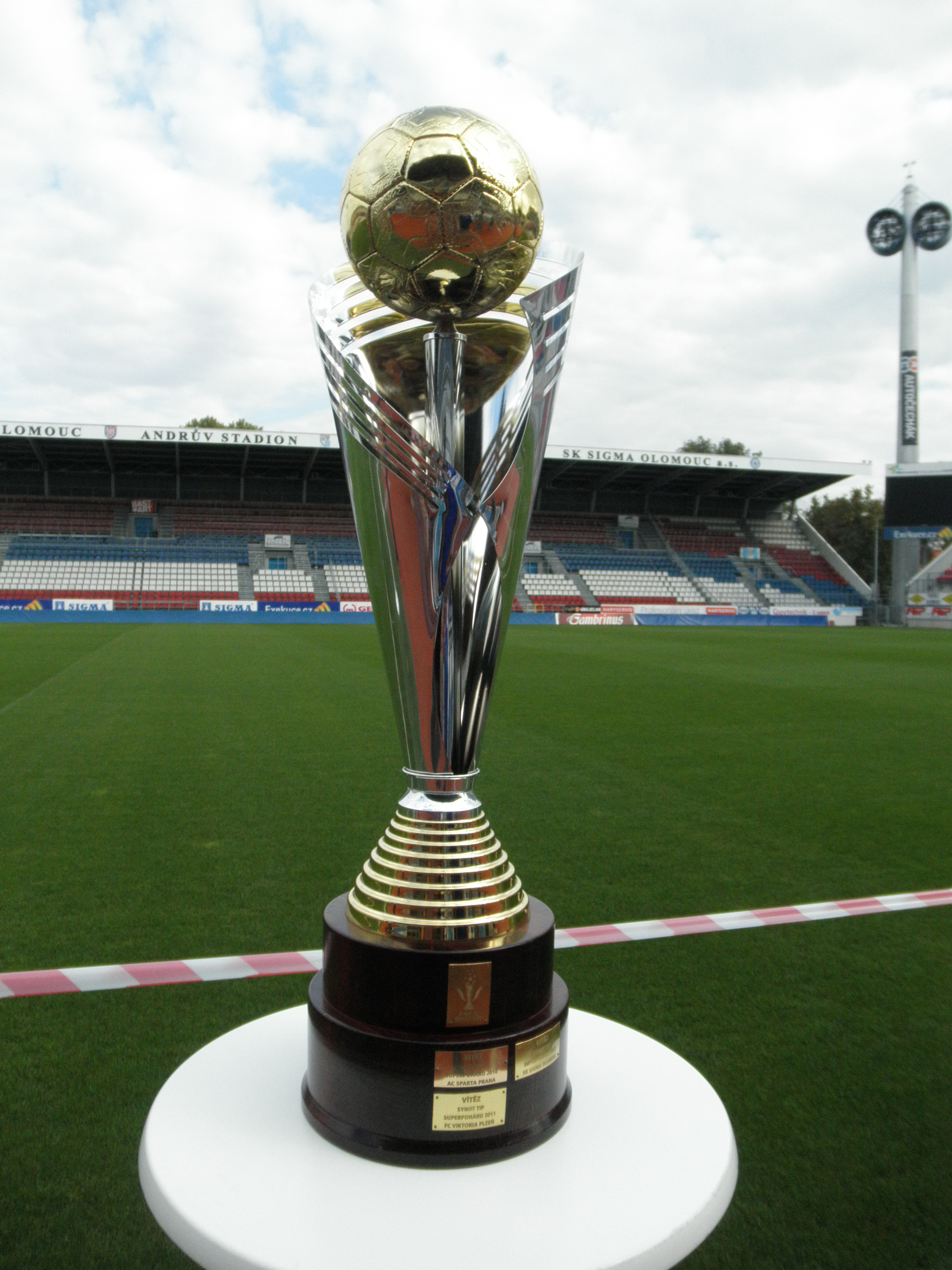
アンドルーヴ・スタディオンでのスペルポハール

チェスキー・スペルポハール（チェコ語: Český Superpohár、英語: Czech Supercup）は、チェコサッカー協会が主催していたチェコ1部リーグ優勝クラブとチェコ・カップ優勝クラブ間で行われたスーパーカップ。大会メインスポンサーがシノト・ティプ (Synot Tip)だったことから、シノト・ティプ・スーパーカップとも呼ばれていた。このチェコ・スーパーカップは2015年に廃止され、2017年からチェスコ＝スロヴェンスキー・スペルポハールに移行されている。
試合はリーグ優勝クラブのホームスタジアムにて行われていた。

## 大会結果
第1回大会は2010年7月8日に開催された。最後の大会は2015年6月18日開催。
| 年度 | スーパーカップ            | スーパーカップ | スーパーカップ            |
| 年度 | チェコ1部リーグ優勝クラブ | 結果           | チェコ・カップ優勝クラブ  |
| ---- | ------------------------- | -------------- | ------------------------- |
| 2010 | ACスパルタ・プラハ        | 1–0            | FCヴィクトリア・プルゼニ  |
| 2011 | FCヴィクトリア・プルゼニ  | 1–1 4–2PK戦    | FKムラダー・ボレスラフ    |
| 2012 | FCスロヴァン・リベレツ    | 0–2            | SKシグマ・オロモウツ      |
| 2013 | FCヴィクトリア・プルゼニ  | 2–3            | FKヤブロネツ              |
| 2014 | ACスパルタ・プラハ        | 3–0            | FCヴィクトリア・プルゼニ1 |
| 2015 | FCヴィクトリア・プルゼニ  | 2–1            | FCスロヴァン・リベレツ    |

1 ACスパルタ・プラハがリーグとカップ2冠を果たしたため、リーグ準優勝クラブのFCヴィクトリア・プルゼニが出場権を得た。

## クラブ別成績
| クラブ                   | 優勝回数 | 準優勝回数 | 優勝年     | 準優勝年         |
| ------------------------ | -------- | ---------- | ---------- | ---------------- |
| FCヴィクトリア・プルゼニ | 2        | 3          | 2011, 2015 | 2010, 2013, 2014 |
| ACスパルタ・プラハ       | 2        | 0          | 2010, 2014 | -                |
| SKシグマ・オロモウツ     | 1        | 0          | 2012       | -                |
| FKヤブロネツ             | 1        | 0          | 2012       | -                |
| FCスロヴァン・リベレツ   | 0        | 2          | -          | 2012, 2015       |
| FKムラダー・ボレスラフ   | 0        | 1          | -          | 2011             |